# Каганець (прізвище)
Каганець — українське й білоруське прізвище.

## Люди
- Марко Каганець — громадсько-політичний діяч, діяч «Просвіти».
- Ігор Каганець — письменник, науковець, дослідник, головний редактор журналу «Перехід-IV» і сайту «Народний оглядач».
- Карусь Каганець — автор власного проекту білоруської абетки.